# عقد 1090
عقد 1090 هو عقد امتد بين 1 يناير 1090 و31 ديسمبر 1099 بحسب التقويم الميلادي. سبقه عقد 1080 ولحقه عقد 1100.

## أحداث
- معركة بريانة (1097)
- معركة أنطاكية (1098)
- معركة الكرازة (1096)
- معركة كونسويجرا (1097)
- معركة دوريلايوم (1097)
- حصار كسري كوردون (1096)
- معركة عسقلان (1099)
- معركة قوارت (1094)

## مواليد
- ابن عزرا (1092)
- شهدة الكاتبة (1091)
- ابن تومرت (1097)
- أبو المظفر المشطب (1098)
- برنارد من كليرفو (1091)
- علاء الدين أتسز (1097)
- رانولف الثاني من أليفي (1093)
- أديلايد من سافوي (1092)
- ابن الخشاب (1098)
- ويليام العاشر، دوق آكيتاين (1099)
- محمد المقتفي لأمر الله (1096)

## وفيات
- بالدوين الثاني، كونت هينو (1098)
- روبرت الأول، كونت الفلاندرز (1093)
- هونجونغ ملك غوريو (1097)
- أبو عبيد الله البكري (1094)
- جوردان هوتفيل (1092)
- مالكوم الثالث (1093)
- هيو الأول دوق بورغندي (1093)
- فسيفولود ياروسلافوفيتش (1093)
- ويليام الرابع، كونت تولوز (1094)
- ششنند (1091)
- المتوكل على الله بن الأفطس (1094)

## كتب
- Yves Denis Papin (1998). Chronologie de l'histoire ancienne. Lieu de publication non identifié: Éditions Jean-paul Gisserot. ISBN:2-87747-346-5. OCLC:40746926. مؤرشف من الأصل في 2022-03-16.
- موسوعة حضارة العالم (2002) لأحمد محمد عوف.

## روابط خارجية
- تصفح سنة بسنة عقد 1090 على موقع onthisday.com
- تصفح سنة بسنة عقد 1090 ابتداءً من سنة عقد 1090 على موقع المكتبة الوطنية الفرنسية